# Frank Grevil
Frank Søholm Grevil (født 16. november 1960) er uddannet civilingeniør med speciale i kemi, HD med speciale i regnskabsvæsen samt sprogofficer fra Forsvarsakademiet med speciale i russisk.
Han var analytiker i Forsvarets Efterretningstjeneste (FE), hvor han som whistleblower den 22. februar 2004 lækkede en række hemmeligstemplede Irak-vurderinger til pressen. Papirerne viste angiveligt, at FE var væsentlig mere forsigtig i sin vurdering af Iraks masseødelæggelsesvåben, end den danske regering tog FE til indtægt for. Som efterretningsofficer havde Grevil undersøgt irakiske dokumenter og ikke fundet nogen beviser for masseødelæggelsesvåben, hvilket styrkede hans beslutning om at afsløre sagen.
Frank Grevil havde sagt sin stilling op inden han blev opdaget, men blev efterfølgende bortvist i opsigelsesperioden.
Den 23. september 2005 blev Frank Grevil idømt fire måneders ubetinget fængsel for sin videregivelse af papirerne til Berlingske Tidende. Afsoningen i Horserødlejren indledtes den 23. juni 2008. Forud for sin fængsling var Grevil især bekymret for sine dengang mindreårige børn, som han som enkemand havde ansvaret for.
Journalisterne Jesper Larsen og Michael Bjerre, som modtog og videregav oplysningerne til offentligheden, samt ansvarshavende redaktør Niels Lunde, blev til gengæld frikendt ved Københavns Byret den 4. december 2006.
I de rapporter som Frank Grevil videregav til journalisterne stod der, at der ikke forelå sikre oplysninger om, at Irak havde operative masseødelæggelsesvåben.
Afgørende for den danske regerings beslutning om at tilslutte sig den krigsførende koalition mod Irak var Iraks manglende overholdelse af FN's pålæg om destruktion af masseødelæggelsesvåben samt manglende FN-inspektioner. Spørgsmålet om eksistensen af masseødelæggelsesvåben spillede en væsentlig rolle i argumentation. Af beslutningsforslag B118 af 18. marts 2003 fremgik det således, at "et militært bidrag vil samtidig være i overensstemmelse med den hidtidige danske politik over for Irak og med den danske ikke-spredningspolitik i relation til masseødelæggelsesvåben". Daværende statsminister Anders Fogh Rasmussen angav ligeledes på pressemøder som begrundelse for dansk deltagelse i Irak-krigen, at "Irak har masseødelæggelsesvåben. Det er ikke noget vi blot tror. Det er noget vi ved". De lækkede rapporter gav derfor anledning til en betydelig debat. I dokumentarfilmen Being Frank beskriver Grevil, hvordan han havde fået nok af det, han kalder et løgnagtigt narrativ omkring Iraks masseødelæggelsesvåben.
Journalist Charlotte Aagaards bog I nationens tjeneste. Frank Grevil, majoren der fik nok, der er udgivet på Informations Forlag i 2005, tegner et portræt af den tidligere efterretningsmand og whistleblower og giver angiveligt et detaljeret indblik i den rolle, som Danmark og Forsvarets Efterretningstjeneste, FE, spillede i forbindelse med Irakkrigen.
I december 2010 var Grevil medunderskriver på en international støtteerklæring for WikiLeaks. På listen var blandt andet Daniel Ellsberg og Colleen Rowley.
I dag bor Frank Grevil i Flensborg, hvor han kæmper med psykiske lidelser og misbrugsproblemer og er truet af hjemløshed. Hans værge i Tyskland, Armin Wolff, rapporterer om store problemer med at få adgang til nødvendige dokumenter og bankoplysninger, hvilket forhindrer en stabilisering af Grevils situation. Et aktuelt forsøg på at få tyske myndigheder til at anerkende en fuldmagt overfor en dansk bank er i gang, men resultatet er usikkert. Grevil fremstår i dag som et eksempel på, hvordan whistleblowere ofte bliver fejret offentligt, men efterfølgende kan blive ladt i stikken, når de får problemer.

## Eksterne referencer
1. 1 2 3 4 5 6 7  Esther Geisslinger (2025) Whistleblower Frank Søholm Grevil: In Flensburg gestrandet. taz, 27. april 2025. https://taz.de/Whistleblower-Frank-Sholm-Grevil/!6080698/
2. ↑  "2003-04 – F 23 BEH1 onsdag 31 marts 2004, Tale 150, SØREN SØNDERGAARD (EL)". Arkiveret fra originalen 3. maj 2005. Hentet 25. november 2008.
3. ↑  Beslutningsforslag B118 af 18. marts 2003, https://www.retsinformation.dk/Forms/R0710.aspx?id=90823 Arkiveret 5. marts 2016 hos  Wayback Machine
4. ↑  https://www.information.dk/2003/11/fogh-aendrer-forklaring-krigen
5. ↑  "Informations Forlag". Arkiveret fra originalen 11. juli 2007. Hentet 21. august 2008.
6. ↑  "Ex-Intelligence Officers, Others See Plusses in WikiLeaks Disclosures". Institute for Public Accuracy. 7. december 2010. Arkiveret fra originalen 9. december 2010. Hentet 9. december 2010.